# Alois Baeran
Alois Baeran (* 16. Mai 1872 in Brünn, Österreich-Ungarn; † 15. Oktober 1936 in Berlin) war ein tschechoslowakisch-deutscher Jurist und Politiker der Deutschen Nationalpartei (DNP) in der Tschechoslowakei.

## Leben
Als Sohn eines Amtsdieners geboren, studierte Baeran nach dem Besuch des Gymnasiums in Brünn Rechtswissenschaften in Wien und wurde zum Dr. iur. promoviert. Während seines
Studiums wurde er 1893 Mitglied der Burschenschaft Arminia Brünn.
1904 wurde er Abgeordneter im Mährischen Landtag. Er war Gründer der Deutschen Mittelstandspartei. 1912 gründete er die deutschnationale Wochenschrift Brünner Montagsblatt. 1920 bis 1923 war er Abgeordneter und Senator der Deutschen Nationalpartei im Prager Parlament, wo er 1922 eine Stinkbombe zündete, weshalb er nach Bayern flüchten musste. 1923 wurde ihm sein Abgeordnetenmandat aberkannt, unter anderem auch wegen Spionagevorwürfen. Er wurde vom Prager Schwurgericht wegen Hochverrats zu vier Jahren schweren Kerker verurteilt, jedoch bald aus Gesundheitsgründen entlassen. 1925 floh er nach Deutschland, wo er im Sudetendeutschen Heimatbund aktiv wurde.
1942 wurde in Brünn die Dr-Alois-Baeran-Gasse nach ihm benannt.